# Судно обеспечения
Судно обеспечения (вспомогательное судно, вспомогательный корабль) — военно-морское или рейдовое судно (корабль), входящее в состав военно-морского флота (военно-морских сил), назначением которого является обеспечение деятельности сил флота в военное и мирное время.
Суда (корабли) обеспечения могут быть специальной постройки или переоборудованными из других кораблей или судов. Как правило, суда обеспечения носят флаг вспомогательных судов или государственный флаг. Могут управляться либо командиром (офицером), либо капитаном гражданского флота.

## Морские суда обеспечения
Морские суда обеспечения делятся на:
- Суда обеспечения боевой подготовки, испытаний оружия и техники — предназначены для обозначения целей при выполнении боевых упражнений с применением оружия, тренировок личного состава, проведения испытаний боевых средств, исследований энергетических установок, движителей и конструктивных узлов. К таким судам относятся:

- учебные суда;
- суда-мишени и катера-мишени;
- катера — водители мишени;
- опытовые суда.

- Суда медицинского обеспечения, радиационной безопасности и химической защиты — предназначены для транспортировки раненых и поражённых, оказания им медицинской помощи, дезактивации и дегазации боевых кораблей и судов. К таким судам относятся:

- госпитальные суда;
- санитарные транспорты;
- суда радиационного контроля;
- дегазационные суда;
- суда радиационной и химической разведки.

- Суда навигационного и гидрографического обеспечения — предназначены для проведения исследований Мирового океана, оборудования морских и океанских театров военных действий навигационными средствами обеспечения безопасности мореплавания. К таким судам относятся:

- океанографические суда;
- гидрографические суда;
- плавучие маяки.

- Транспортные суда обеспечения — предназначены для доставки и передачи боевым кораблям в пунктах базирования и в море различных видов оружия, топлива, воды, продовольствия и других материальных средств. К таким судам относятся:

- корабли комплексного снабжения;
- морские транспорты вооружения;
- сухогрузные суда;
- рефрижераторы;
- водоналивные суда;
- танкеры.

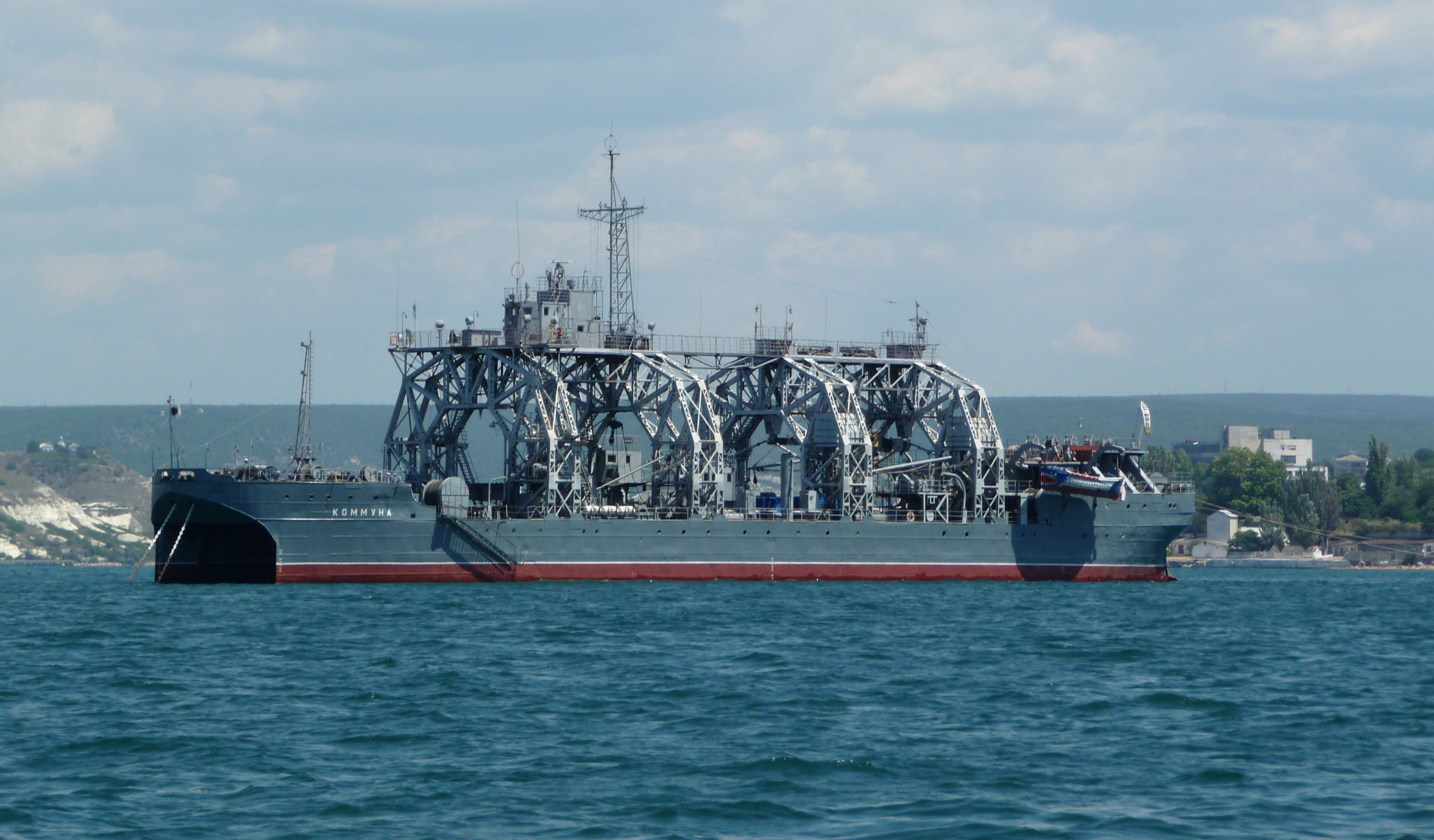
«Коммуна» — старейшее в мире действующее судно аварийно-спасательного обеспечения. Совмещает поисковые, аварийно-спасательные, судоподъёмные и ремонтные функции

- Суда аварийно-спасательного обеспечения — предназначены для оказания помощи кораблям, судам и летательным аппаратам, терпящим бедствие, а также для выполнения судоподъёмных и подводно-технических работ. К таким судам относятся:

- спасательные суда;
- судоподъёмные суда.

- Суда технического обеспечения — предназначены для выполнения ремонтно-восстановительных работ на кораблях (судах) в пунктах базирования и в море, контрольных проверок состояния физических полей кораблей (судов), размагничивания их и решения других задач технического обеспечения. К таким судам относятся:

- плавучие судоремонтные заводы;
- плавучие мастерские;
- суда контроля физических полей кораблей;
- суда размагничивания.

- Суда обеспечения базирования кораблей и оборудования театров — предназначены для обеспечения связью манёвренных пунктов базирования, проводки кораблей и судов во льдах, прокладки подводных кабелей, буксировки кораблей (судов) и выполнения других задач. К таким судам относятся:

- суда связи;
- ледоколы;
- кабельные суда;
- морские буксиры.

## Рейдовые суда обеспечения
Основным назначением рейдовых судов обеспечения являются снабжение, ремонт, техническое обеспечение и обеспечение повседневной деятельности кораблей в основных пунктах базирования, в гаванях и на рейдах. К рейдовым судам обеспечения относятся:
- Рейдовые транспортные суда:

- пассажирские;
- разъездные и рабочие катера;
- рейдовые баржи;
- рейдовые паромы.

- Рейдовые суда и средства технического обеспечения:

- рейдовые плавучие мастерские;
- рейдовые суда размагничивания;
- большие, средние и малые плавучие доки;
- рейдовые суда-электростанции.

- Рейдовые суда обеспечения базирования кораблей и оборудования театра:

- катера связи;
- рейдовые буксиры;
- рейдовые ледоколы;
- килекторы.